# Manfred Stürzbecher
Manfred Stürzbecher (né le 18 octobre 1928 à Berlin et mort le 16 septembre 2020) est un historien médical et médecin allemand.

## Biographie
Manfred Stürzbecher étudie d'abord l'histoire, puis la médecine à la FU Berlin et obtient son doctorat dans les deux matières. Il est également pharmacien sans licence. Sa première thèse d'histoire est déjà une œuvre médico-historique (la lutte contre la baisse de la natalité et la mortalité infantile comme en témoignent les débats du Reichstag 1900-1930). Sa deuxième thèse de médecine sur les soins médicaux et l'état de santé de la population berlinoise au XVIIIe siècle a un thème médico-historique.
Manfred Stürzbecher occupe plusieurs postes professionnels : il est médecin dans le service judiciaire, directeur adjoint de l'Académie de médecine d'État à Hambourg, consultant pour les statistiques médicales et la documentation médicale auprès de la plus haute autorité sanitaire de l'État à Berlin, chef de la centrale médicale de Berlin Bibliothèque et enfin agent de santé publique à Berlin-Steglitz.
Stürzbecher écrit plusieurs livres et collections et plus de 500 articles sur l'histoire médicale. Pendant longtemps, il est président de la Société berlinoise d'histoire de la médecine (de). Il est l'un des meilleurs connaisseurs de l'histoire de la médecine à Berlin.

## Prix
- Société berlinoise d'histoire de la médecine (de) : Médaille Paul-Diepgen (de)
- Plaque Fontane de l'Association historique d'État pour la Marche de Brandebourg (de) (1989)[2]

## Travaux (sélection)
- Beiträge zur Berliner Medizingeschichte. Quellen und Studien zur Geschichte des Gesundheitswesens vom 17. bis zum 19. Jahrhundert. De Gruyter, Berlin 1966.
- als Hrsg.: Deutsche Ärztebriefe des 19. Jahrhunderts. Musterschmidt, Göttingen/ Frankfurt am Main/ Zürich 1975,  (ISBN 3-7881-1219-0).
- 125 Jahre Krankenhaus Moabit: 1872–1997. Weidler, Berlin 1997,  (ISBN 3-89693-105-9).
- Jahrbuch „Der Bär von Berlin“, hrsg. v. Association d'histoire de Berlin (de):
  - „Ihr noch in der Welt mehr Nutzen stifften könnet“. Friedrich Wilhelm I. von Preußen und die Medizin. 14. Jahrgang, Berlin 1965, S. 28–48.
  - Die Apothekenschwestern im Krankenhaus Bethanien und Theodor Fontane. Zur Geschichte der Dispensieranstalt in Bethanien.
  - 100 Jahre Städtisches Krankenhaus Friedrichshain. 24. Jahrgang, Berlin 1975.
  - Aufgaben und Leistungen der öffentlichen Gesundheitspflege. Die Behördenchefs des Reichsgesundheitsamtes in Berlin 1876-1945. 25. Jahrgang, Berlin 1976.
  - Quellen zur Geschichte der Medizin und des Gesundheitswesens in und über Berlin. 26. Jahrgang, Berlin 1977.
  - Aus der Geschichte des Charlottenburger Gesundheitswesens. 29. Jahrgang, Berlin 1980.
- Zur Entwicklung der Diagnoseverfahren im schulärztlichen Dienst Berlins unter besonderer Berücksichtung der „Funktionsdiagnostischen Tabellen“. In: Christa Habrich, Frank Marguth, Jörn Henning Wolf (de) (Hrsg.) unter Mitarbeit von Renate Wittern: Medizinische Diagnostik in Geschichte und Gegenwart. Festschrift für Heinz Goerke (de) zum sechzigsten Geburtstag. München 1978 (= Neue Münchner Beiträge zur Geschichte der Medizin und Naturwissenschaften: Medizinhistorische Reihe. Band 7/8),  (ISBN 3-87239-046-5), S. 615–628.